# Sigoulès
Sigoulès era un comune francese di 1 011 abitanti situato nel dipartimento della Dordogna nella regione della Nuova Aquitania. Dal 1º gennaio 2019 è unito a Flaugeac per formare il nuovo comune di Sigoulès-et-Flaugeac.

## Storia
Dal 1817 al 2015, il paese è stato capoluogo del cantone di Sigoulès.

### Simboli
Nello stemma sono simboleggiate la Foire aux Vins, importante fiera del vino, e la Gratusse, un mostro leggendario che terrorizzava gli abitanti della Dordogna.

## Società

### Evoluzione demografica
Abitanti censiti